# Reklaw
Reklaw è un comune (city) degli Stati Uniti d'America situato tra le contee di Cherokee e Rusk nello Stato del Texas. La popolazione era di 379 abitanti al censimento del 2010.

## Geografia fisica
Secondo lo United States Census Bureau, la città ha una superficie totale di 7,63 km², dei quali 7,62 km² di territorio e 0,01 km² di acque interne (0,17% del totale).

## Società

### Evoluzione demografica
Secondo il censimento del 2010, la popolazione era di 379 abitanti.

### Etnie e minoranze straniere
Secondo il censimento del 2010, la composizione etnica della città era formata dall'88,39% di bianchi, il 6,33% di afroamericani, lo 0,26% di nativi americani, il 2,37% di asiatici, lo 0% di oceanici, l'1,06% di altre razze, e l'1,58% di due o più etnie. Ispanici o latinos di qualunque razza erano il 16,89% della popolazione.